# Podenco ibicenco
För andra betydelser, se Podenco.
Podenco ibicenco (även Ibizahund, tidigare enbart podenco) är en hundras som härstammar från öarna Mallorca, Ibiza, Menorca och Formentera.

## Historia
Man tror att den har sitt ursprung i pariahundar av vinthundstyp som förts dit av fenicier och kartager och som under århundradena blandats upp med lokala hundar av främst braquetyp. Likheten med egyptiska tesem och dödsguden Anubis har fått många att hävda att det finns en direkt släktskap med faraoenernas vinthundar. Organiserad avel började på 1950-talet.
I Sverige har podencon funnits sedan 1960-talet, men har alltid varit ovanlig. Idag finns ett 20-30-tal individer. Rasklubb är Podencogruppen, som är ansluten till Svenska Kennelklubben. Specialklubb är Svenska Vinthundsklubben.

## Egenskaper
Podenco ibicencon är snabb och smidig och har mycket god hörsel och gott luktsinne. Den är en jakthund som i Spanien används mest för jakt på hare och kanin, men även större villebråd. Hundarna jagar vanligtvis i flock, och för bytet till sin ägare. Till skillnad från vinthundarna jagar den inte enbart med synen, utan använder även hörseln och luktsinnet för att spåra. Vid jakt kan den hoppa mellan en och två meter rakt upp i luften, för att få syn på viltets flyktväg.
I Sverige används den som sällskapshund, men kan även tävla i lure coursing.

## Utseende
De har långa smala ben och den är muskulöst men lätt byggd. Ett kännetecken är de stora uppåtstående öronen. Pälsen är antingen enfärgat röd, vit eller gul eller med gula eller röda fläckar på vit botten. I Sverige var den släthåriga varianten dominerande tidigare, och rasen finns även som strävhårig och långhårig.